# Čeka

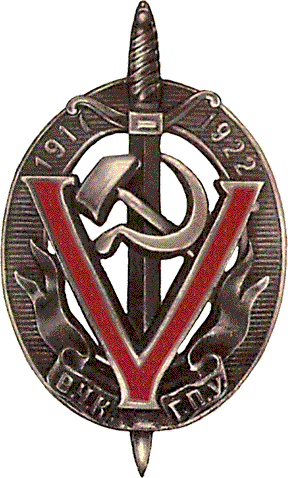
Emblém Čeky

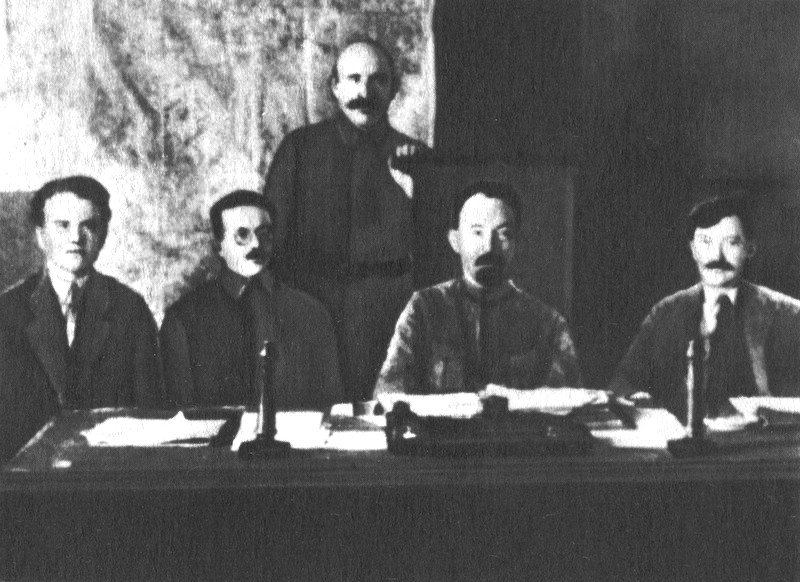
Členové kolegia VČK v roce 1921, zleva: Jakov Peters, Józef Unszlicht, Abram Belenkij (stojí), Felix Edmundovič Dzeržinskij a Vjačeslav Menžinskij.

Čeka (fonetická podoba ruské zkratky ЧК, Črezvyčajnaja komissija, Mimořádná komise. Rusky: ЧК, ВЧК СНК РСФСР; celým názvem Всероссийская чрезвычайная комиссия по борьбе с контрареволюцией и саботажем при Совете народных комиссаров РСФСР, transkripcí Vsěrossijskaja črezvyčajnaja komissija po borbě s kontrarevoljucijej i sabotažem pri Sovětě narodnych komissarov RSFSR, česky Všeruská mimořádná komise pro boj s kontrarevolucí a sabotáží při Radě lidových komisařů RSFSR) byla první ze série tajných policií v Sovětském Rusku. Byla založena Felixem Dzeržinskim na Leninův popud 20. prosince 1917. Podle Bucharina bylo "Státní donucování pod diktaturou proletariátu metodou budování komunistické společnosti." Čeka získala mimosoudní pravomoci, tj. právo stanovit výši trestu bez projednání případu před soudem.

## Historie
V roce 1922 byla přetvořena v GPU, posléze v roce 1923 v OGPU. Soupeřila s vojenskou rozvědkou GRU, v roce 1934 pak byly všechny složky tajné policie sjednoceny pod NKVD (Narodnyj komissarijat vnutornych děl). Její pětiletá existence stála život odhadem 200 až 500 tisíc lidí.
Její štáb se nacházel v Moskvě, v ulici Bolšaja Lubjanka, v domě č. 11, kde dříve sídlila pojišťovna Jakor a londýnská společnost Lloyds. Později se Čeka přestěhovala do domu č. 2, kde se nacházela ruská pojišťovací společnost Rossija. Ulice byla později přejmenována po prvním předsedovi – ulice Dzeržinského/Dzeržinská.